# 52 (szám)
Az 52 (ötvenkettő) az 51 és 53 között található természetes szám.

## A szám a matematikában
A tízes számrendszerbeli 52-es a kettes számrendszerben 110100, a nyolcas számrendszerben 64, a tizenhatos számrendszerben 34 alakban írható fel.
Az 52 páros szám, összetett szám. Kanonikus alakban a 22 · 131 szorzattal, normálalakban az 5,2 · 101 szorzattal írható fel. Hat osztója van a természetes számok halmazán, ezek növekvő sorrendben: 1, 2, 4, 13, 26 és 52.
Tízszögszám. Bell-szám. Nonkotóciens szám.
Érinthetetlen szám: nem áll elő pozitív egész számok valódiosztó-összegeként.

## A tudományban
- A periódusos rendszer 52. eleme a tellúr.

## Anaptárakban
- A maja naptárban 52 év = 73 tzolkin = 18 980 nap.
- Az azték naptárban 4 db 13-as csoport tesz ki 52 évet, amelyet nagyobb századnak neveztek, ezután beiktattak 13 napot.

## Egyéb
A francia kártya lapjainak száma 52 (jokerek stb. nélkül).